# Полив'яне
Поли́в'яне —  село в Україні, у Великосорочинській сільській громаді Миргородського району Полтавської області. Населення становить 388 осіб. Орган місцевого самоврядування — Великосорочинська сільська рада.

## Географія
Село Полив'яне знаходиться на відстані 1 км від сіл Іващенки та Купівщина. Навколо села кілька нафтових свердловин. До села проходить автошлях обласного значення.

## Об'єкти соціальної сфери
- Школа.
- Будинок культури.